# 一色明奈
一色 明奈（いしき あきな、1989年12月28日 - ）は、日本のAV女優。
東京都出身。血液型:A型。身長:156cm。スリーサイズ:B85(E)・W58・H86。

## 略歴・人物
2009年3月にビデオメーカー・ワープエンタテインメントの専属女優としてAVデビュー。
6作品に出演した後、専属を離れ他メーカー作品に出演している。

## 出演作品

### アダルトビデオ
2009年
- スケベの天才 （3月5日[DVD]／3月27日[Blu-ray]、ワープエンタテインメント） ※デビュー作
- おいしい接吻 （4月5日[DVD]／4月24日[Blu-ray]、ワープエンタテインメント）
- 満潮な絶頂 （5月5日[DVD]／5月22日[Blu-ray]、ワープエンタテインメント）
- 一撃 （6月5日、ワープエンタテインメント）
- 絶対、声だしちゃダメ!!! （7月15日、ワープエンタテインメント）
- 極太チンポ味くらべ （8月5日、ワープエンタテインメント）
- 一撃!! 舌上発射 2 （8月15日、ワープエンタテインメント）…オムニバス作品 他出演:北条麻妃、雪見紗弥、小澤マリア、早乙女ルイ、平塚ゆい、沢尻もえ、星崎アンリ、諸星セイラ、秋元美由
- est 03 （9月1日、ワンズファクトリー）
- AQUA （10月1日、ワンズファクトリー）
- 壊 〜Crash〜 （11月1日、ワンズファクトリー）
- Premium 制服トランス （12月1日、ワンズファクトリー）

2010年
- 奴隷色のステージ 8 （2月7日、アタッカーズ）…共演:早川瀬里奈